# Alfredo Brañas Menéndez

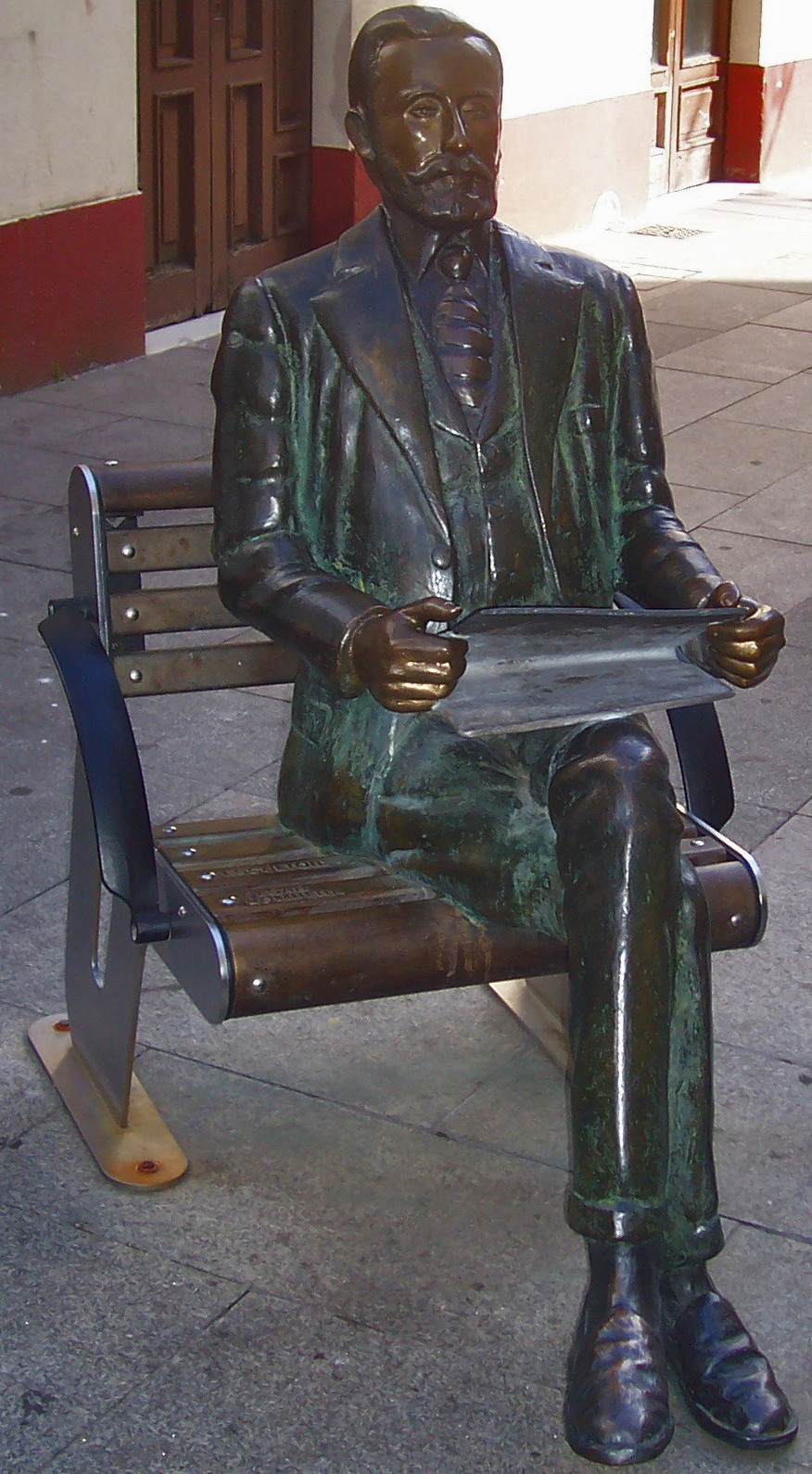
Estàtua de Brañas en Carballo

Alfredo Brañas Menéndez (Carballo, 1859 - Santiago de Compostel·la, 1900) va ser un escriptor i ideòleg del regionalisme gallec. Fill d'un registrador de la propietat, va passar la infància a Cambados. Entre 1869 i 1873 va estudiar el batxillerat a Santiago, i posteriorment Dret a la Universitat de Santiago de Compostel·la (USC). Després de la mort del seu pare pot rematar els seus estudis gràcies a la mare d'un amic que li va pagar la carrera. Ja mentre estudiava va començar a escriure en la premsa, en el periòdic compostel·là El Porvenir dirigit per Antonio Toledo Quintela.
El 1878, al final dels seus estudis, torna a Cambados i treballa en una notaria. Tres anys després, el 1881 retorna a Santiago per a col·laborar en el nou diari d'Antonio Toledo Quintela, El Libredón. Comença a exercir d'advocat i a participar en els cercles catòlico-tradicionalistes de la ciutat. Al mateix temps comença a escriure poesia en castellà i, en menor mesura, en gallec. Entre 1884 i 1885 va ser secretari general de la USC. El 1885 escriu El Principio Fundamental del Derecho, en el qual recopila i resumeix les lliçons que havia donat aquest any per a poder optar a una plaça de professor ajudant, que acaba aconseguint. Entre 1885 i 1887 va ser director del Libredón i col·labora amb el seu successor, El Pensamiento Galaico, que va abandonar per mor del carlisme declarat del periòdic.
El 1887 obté per oposició la càtedra de Dret Natural de la Universitat d'Oviedo. Hi publica els Fundamentos del Derecho de Propiedad. Ja el 1888 retorna una vegada més la Santiago a l'obtenir la càtedra d'Economia Política a la universitat d'aquesta ciutat. El 1889 publica a Barcelona El Regionalismo, un estudi sociològic, històric i literari, que va ser acceptat per tots els sectors del galleguisme com un referent. El 1890 va rebre un homenatge a Santiago, que va ser la primera reunió de tots els galleguistes en un ambient d'unitat, independentment de les diferents tendències en què es dividia, i que va constituir el punt de partida de la mobilització regionalista. L'obra també va obtenir gran repercussió entre el regionalisme català.
Brañas va ser regidor a Santiago entre 1890 i 1891, i el 1890 participa en la creació de l'Associació Regionalista Gallega i escriu en el seu òrgan d'expressió, La Patria Gallega, en el qual Brañas parla per primera vegada de Galícia com a nacionalitat. Participa en els Jocs Florals de Tui de 1891, en els quals per la primera vegada fa un discurs públic en gallec. En aquesta època, l'ARG desapareix, després d'un enfrontament entre el sector liberal de Manuel Murguía i el catòlic tradicionalista de Brañas. Però el juliol de 1892 Brañas i diversos dels seus seguidors acudeixen a l'homenatge a Murguía amb motiu del seu nomenament com a bibliotecari de la USC i se'n sorgeix l'encàrrec para Brañas de redactar les Bases generales del regionalismo y sua aplicación en Galicia. Les Bases, en les quals es percep la influència de les Bases de Manresa, presenten un model pràctic de descentralització.
El 1893 participa en la mobilització, juntament amb la resta dels regionalistes contra del trasllat que capitania general de La Corunya a Lleó. El 1893 participa a Catalunya en els Jocs Florals de Barcelona com membre del jurat. Ja abans havia publicat articles comparant els regionalismes gallec i català en les publicacions barcelonines La Renaixença o La España Regional. El 1894 publica Historia Económica i un Curso de Hacienda Pública el 1896 i en aquest any estrena el drama La Voz de la Sangre y la Voz de la Patria. Va ser un dels fundadors de l'Ateneu Lleó XIII (1896) a Santiago i del Cercle Catòlic d'Obrers seguint les directrius de l'encíclica Rerum Novarum del papa Lleó XIII. La crisi del 98 va a provocar un cert refredament de les seves posicions regionalistes i el seu acostament al carlisme.
El regionalisme de Brañas es basava en un catolicisme i un historisme tradicionalista que li serveix per a reclamar les llibertats antigues, al mateix temps que arremet contra la industrialització, el liberalisme i el capitalisme, reclamant la tornada als gremis.